# 西谷金蔵

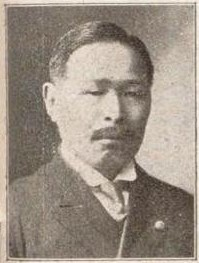
西谷金蔵

西谷 金蔵（金藏、にしたに きんぞう、1858年9月24日（安政5年8月18日）- 1933年（昭和8年）12月15日）は、明治から昭和初期の大地主・実業家・政治家。衆議院議員、鳥取県東伯郡北谷村長。幼名・亀吉。「西金」と称され鳥取県政界の指導的存在であった。

## 経歴
伯耆国久米郡、のちの鳥取県久米郡北谷村（東伯郡北谷村を経て現倉吉市）で、大地主、庄屋・西谷萬市の長男として生まれる。1884年（明治17年）1月、家督を相続し金蔵に改名。漢学を修めた。農業を営む。
1879年（明治12年）三徳ほか21ヵ村戸長に就任。北谷村長、北谷村会議員、同議長、東伯郡会議員、同議長、数郡連合会議員、郡会大地主議員、衛生会委員、学務委員、徴兵参事員、所得税調査委員、日本赤十字社委員などを務めた。1885年（明治18年）鳥取県会議員に選出され4期在任した。また、鳥取県農会長、鳥取県産業組合監事、同県勧学会評議員、同県山林会評議員、同県種繭審査委員、東伯郡蚕糸業組合委員なども務めた。
田江弥三郎の死去に伴い1895年（明治28年）6月に実施された第4回衆議院議員総選挙鳥取県第2区補欠選挙に出馬して初当選。以後、1915年（大正4年）3月の第12回総選挙まで第9回総選挙を除いて7回当選し、衆議院議員に通算8期在任した。この間、鳥取県政友会支部幹事長などを務めた。
1907年（明治30年）7月、鳥取県農工銀行設立委員に就任。また、県農工銀行取締役、共立商工銀行取締役、協立銀行取締役、山陰物産会社長、東洋生命保険社長、山陰製糸社長、倉吉電気社長、境電気社長、倉吉倉庫社長、伯州製紙社長、因伯時報社長、倉吉染織監査役、横浜生糸取引所監査役などを務めた。

## 国政選挙歴
- 第3回衆議院議員総選挙（鳥取県第2区、1894年3月、自由党）落選[12]
- 第4回衆議院議員総選挙（鳥取県第2区、1894年9月、自由党）落選[13]
- 第4回衆議院議員総選挙補欠選挙（鳥取県第2区、1895年6月、自由党）当選
- 第5回衆議院議員総選挙（鳥取県第2区、1898年3月、自由党）当選[13]
- 第6回衆議院議員総選挙（鳥取県第2区、1898年8月、憲政党）当選[13]
- 第7回衆議院議員総選挙（鳥取県郡部、1902年8月、立憲政友会）当選[14]
- 第8回衆議院議員総選挙（鳥取県郡部、1903年3月、立憲政友会）当選[14]
- 第9回衆議院議員総選挙（鳥取県郡部、1904年3月、無所属）次点落選[14]
- 第10回衆議院議員総選挙（鳥取県郡部、1908年5月、立憲政友会）当選[15]
- 第11回衆議院議員総選挙（鳥取県郡部、1912年5月、立憲政友会）当選[15]
- 第12回衆議院議員総選挙（鳥取県郡部、1915年3月、立憲政友会）当選[15]